# Alfa Romeo Alfasud Sprint
L'Alfa Romeo Alfasud Sprint è un'autovettura coupé sportiva, costruita dalla casa automobilistica italiana Alfa Romeo dal 1976 al 1989. Dal 1983 cambia la denominazione in Alfa Romeo Sprint.

## Il contesto
Nata da Giorgetto Giugiaro, il primissimo progetto risale al 1968, otto anni prima del suo lancio commerciale. Designata da alcuni, e anche dalla stessa Alfa Romeo nella prima cartella stampa, come la sostituta della GT 1300 Junior. L'Alfa Sud Sprint aveva lo stesso pianale della berlina da cui derivava e la meccanica di base, caratterizzata da un motore boxer montato in posizione longitudinale e trazione anteriore, con il classico schema "tutto avanti", abbastanza insolito.
Il 21 settembre 1976 viene presentata alla Baia Domizia (Caserta), e mostrata in seguito al Salone di Torino nel mese di novembre dello stesso anno; allo stesso tempo viene commercializzata in Italia, Germania, Francia e Svizzera. Per i restanti mercati d'Europa verrà venduta a partire dal gennaio 1977.
La linea si presenta differenziata dalla berlina, per le linee più spigolose e una forma leggermente a cuneo, molto simile all'Alfetta GT.
Il lunotto molto inclinato snellisce il posteriore che è a "coda tronca" con linee molto spigolose, che viene tagliato di netto per formare un quasi naturale accenno di spoiler, non influendo sull'abitabilità interna.
Un segno molto insolito per un coupé è la presenza dei finestrini posteriori abbassabili. I gruppi ottici anteriori circolari sono composti da quattro fari tondi allo iodio gemellati, del diametro di 130 mm, integrati nella calandra nera che raccoglie anche lo scudetto cromato, raccordato ai fari per mezzo di due baffi, anch'essi cromati. I paraurti sono cromati e molto avvolgenti alla carrozzeria, protetti da una cintura di gomma nera, e quelli anteriori raggruppano anche gli indicatori di direzione, rettangolari di plastica trasparente e bianca. Lo spoiler anteriore non nasce con la carrozzeria, ma è applicato per mezzo di bottoni. Dietro al finestrino posteriore è presente uno sfogo d'aria circolare rifinito con un piccolo coperchio di plastica nera con un quadrifoglio in rilievo, dal bordo cromato e l'interno dei petali è retinato. Il portabagagli stupì subito per la sua capacità di ben 325 dm³, anche se però aveva una pecca che fu giudicata grave da molti, fra i quali la rivista Quattroruote: nonostante la linea a due volumi, il sedile posteriore era fisso e non poteva quindi essere ribaltato per ampliare lo spazio utile per lo stivaggio dei bagagli. Notevole, comunque, è lo spazio anche per i passeggeri posteriori.
Nel 1983 perde parte del nome (ridenominata semplicemente "Sprint"), proprio con l'uscita di produzione della berlina. Nello stesso periodo era iniziato il largo uso di plastiche nelle finiture dell'auto, la linea però piaceva ancora e si provvide a una trasposizione delle parti metalliche in parti plastiche. A partire dall'anno di produzione 1983, fioriscono in gran numero le serie speciali dedicate soprattutto ai mercati francesi e tedeschi.
La produzione termina nel 1989, con l'uscita della Sprint.

## Specifiche tecniche
Al suo debutto la Sprint, essendo basata sulla meccanica e sul telaio della Alfasud, è stata dotata di freni a disco su tutte e quattro le ruote, con quelli anteriori del tipo entrobordo. Nella parte anteriore è presente una sospensione con schema indipendente MacPherson, mentre posteriormente c'è un assale rigido con travi finali con barra di Panhard. Dal 1984 tutte le Sprint hanno ottenuto molte componenti dall'Alfa Romeo 33, come le sospensioni anteriori e i freni anteriori non più del tipo entrobordo ma installati sui mozzi della ruota e alla parte posteriore dotata dei meno costosi freni a tamburo. Ciò significa che l'Alfa 33 di prima generazione e le Sprint prodotte nel periodo 1983-1989 condividono praticamente la stessa meccanica.

## Versioni e allestimenti
L'assemblaggio dell'Alfasud Sprint avviene insieme a quella della versione berlina nell'impianto di Pomigliano d'Arco, che si trova nel sud Italia, da cui il nome originale "Sud". Sotto il cofano della prima versione c'è una nuova versione del motore boxer da 1.186 cc a quattro cilindri dell'Alfasud, con cilindrata aumentata a 1.286 cc, alimentato da un carburatore doppio corpo che sviluppa 76 CV a 6.000 giri/min. Abbinato al motore boxer c'è un cambio manuale a cinque marce sincronizzato. L'interno è rivestito in colore marrone scuro con un materiale denominato alfatex in similpelle e con stoffa scozzese. In opzione sono presenti i cerchi in lega, un orologio al quarzo e la vernice metallizzata.
Nel maggio del 1978 esce di scena il motore 4 cilindri da 1.286 cc ed entrano in listino un 1.351 cc e un 1.490 cc, entrambi alimentati da un carburatore doppio corpo. Esteticamente l'Alfasud Sprint perde molte parti cromate, che vengono annerite o sostituite da parti plastiche. Le plastiche degli indicatori di direzione anteriori divengono arancioni mentre le gemme di quelli laterali cambiano forma, da tonde a quadrate. Anche l'interno subisce una lieve modifica, i sedili sono più imbottiti ed eleganti con l'impiego di un velluto più raffinato con un nuovo disegno anatomico. Di serie vengono montate anche le cinture di sicurezza. Il 1.351 cc è venduto in Italia di serie, mentre il 1.490 cc, concepito principalmente per il mercato estero, è venduto a richiesta. Il 1.351 eroga 79 CV a 6000 giri/min, mentre il 1.490 eroga 84 CV a 5800 giri/min.
Appena un anno dopo, nel giugno del 1979, un altro aggiornamento delle motorizzazioni è stato introdotto e l'Alfasud Sprint cambia denominazione in Alfasud Sprint Veloce. Grazie ai due carburatori a doppio corpo e a un più alto rapporto di compressione, la potenza del motore è aumentata a 86 CV per il 1.3 e 95 CV per il 1.5.

### Alfa Romeo Sprint (1983-1989)
Nel 1983 con l'uscita di scena dell'Alfasud berlina il nome diventerà solamente "Sprint" e subisce un lieve restyling. La mascherina viene realizzata in plastica nera, come anche il paraurti anteriore che incorpora ora lo spoiler mentre quello posteriore incorpora il retronebbia e i gruppi ottici posteriori vengono modificati adottando una forma trapezoidali che si unisce al porta targa con una fascia in plastica nera, sormontato dallo stemma Alfa Romeo. Le modanature laterali e sullo scudetto Alfa variano a seconda del motore: sono grigie per la 1,3, rosse per la 1.5 e verdi per la 1.5 Quadrifoglio. La plancia totalmente in plastica nera, viene rivista e per alcuni particolari ridisegnata. Anche i sedili vengono rivisti con panno nero operato bianco nelle zone di appoggio e in alfatex nelle altre parti, stessi materiali sono utilizzati per i pannelli porta. Altra differenziazione si trova nell'adozione dei volanti e dei pomelli del cambio: in plastica per la 1.3, in finto legno per la 1.5.

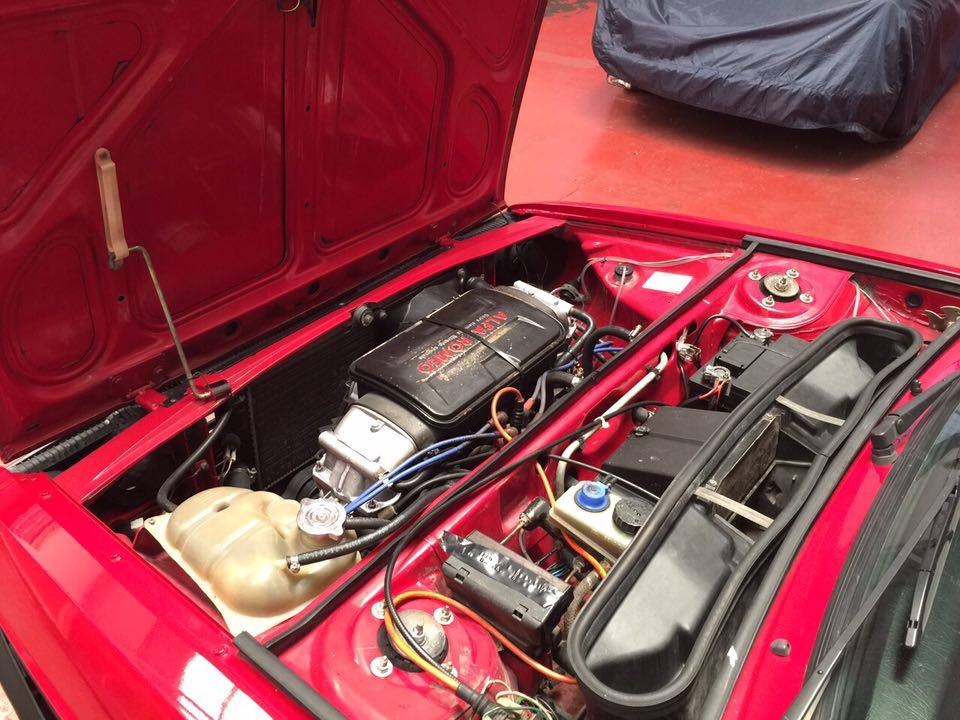
Motore di un Alfa Romeo Sprint 1.5 Quadrifoglio Verde

Nel marzo 1983 al Salone di Ginevra, viene introdotta la versione 1.5 Quadrifoglio Verde che adotta il 1.490 cc da 105 CV erogati a 6.000 giri/min. I dischi anteriori sono ventilati, al posteriore è presente uno spoiler e i cerchi sono in lega con una trama a 8 fori circolari verniciati in grigio che calzano pneumatici TRX Michelin da190/55. Avrà lo scudetto verde e non cromato, i fendinebbia di serie, sedili e pannelli porta con panno nero operato verde, così come verde è anche la moquette, tessuto nero per le fasce di contenimento e alfatex per tutte le restanti parti. Vengono variate le sospensioni e il terminale di scarico doppio e lucidato. Il volante è in pelle a tre razze.
Nel 1987 esce di scena la motorizzazione 1.490 sostituita da un 1.712 Quadrifoglio Verde da 118 CV erogati a 5800 giri/min derivato da quello della 33 1.7 Quadrifoglio Verde, con una velocità massima di 196 km/h. Agli inizi del 1988 questo motore sarà affiancato da un altro motore con iniezione elettronica e catalizzatore. Esteticamente non vengono realizzate vistose modifiche. Spariscono le fasce paracolpi laterali, anche dai paraurti e lo specchietto retrovisore esterno diventa in tinta vettura. La 1.7 Quadrifoglio Verde adotta uno spoiler posteriore in tinta vettura, le ruote maggiorate, freni a disco autoventilanti sulle ruote anteriori e una diversa taratura delle sospensioni. Per quanto riguarda gli interni i poggiatesta sono tutti pieni e la 1.7 Quadrifoglio Verde adotta un tessuto operato bottonato.

## Versioni speciali

### Alfasud Sprint Veloce 1.5 Plus (1981)
Rivisitata dal Centro Stile Alfa Romeo e prodotta in 2000 unità di cui solo 700 furono destinate al mercato italiano, le restanti furono così ripartite: 500 in Francia, 250 in Germania, 250 in Svizzera, 150 in Gran Bretagna, le altre 150 verso altri paesi. Caratterizzata dalla colorazione esclusiva bronzo metallizzato, ha due filettature dorate che corrono lungo l'intera fiancata e un'altra alla base del padiglione che si allarga in corrispondenza delle parti laterali del portellone sulle quali compare la scritta "Plus". Vengono anche impreziositi, sempre con decorazioni dorate, i raggi dei cerchi in lega. Lo spoiler anteriore e i bordi del quadrifoglio in tinta vettura. Altri segni di distinzione sono la scritta posteriore di identificazione vettura verniciata di nero opaco e il terminale di scarico in acciaio inox.
I vetri diventano bronzei, i sedili in velluto, con disegno rigato nella parte centrale dello schienale, sono in coordinato con i pannelli, mentre volante e pomello del cambio sono color legno. Nella plancia i comandi del riscaldatore sono di color bruno scuro. Sempre nella plancia vi è incorporata una targhetta che reca un quadrifoglio affiancato dalla scritta "Plus" e la numerazione progressiva della vettura, al posto dell'orologio analogico se ne presenta uno digitale della Jaeger.

### Alfasud Sprint Veloce 1.5 Trofeo (1982)
Presentata nel 1982 era una serie limitata che celebrava il trofeo monomarca Alfasud Sprint.
In Germania l'Alfa Romeo presentò la vettura con lo slogan "Ama essere guidata velocemente...". Al mercato tedesco vennero assegnate 200 unità mentre a quello francese 400, nonostante la tiratura complessiva non raggiungesse le 1000 unità.
La "Trofeo" si contraddistingue per il colore grigio chiaro metallizzato e due strisce, una nera e una grigia lungo i fianchi che racchiudono la scritta "Trofeo". I montanti centrali esterni e i cerchi in lega sono verniciati di grigio scuro, e il terminale dello scarico è in acciaio inox.
I vetri sono azzurrati e nella plancia è presente una targhetta che riporta il simbolo bianco rosso e blu e la scritta "Trofeo". Come nella "Plus" equipaggia l'orologio digitale della Jaeger, e si ritrova anche il volante e il pomello del cambio in simil legno. I sedili sono realizzati in tweed misto lana color grigio. 
Per i francesi era disponibile anche una variante con tetto apribile bronzato.

### Alfasud Sprint Veloce 1.5 Saloon '82 (1982)
Presentata al salone di Ginevra del 1982 e commercializzata in 250 esemplari nel mercato svizzero. Disponibile nelle sola colorazione grigio chiaro metallizzato, si distingueva per la presenza sulle fiancate di due sottili filettature, una grigia e una nera, e tre bande, blu, rosso e bianco, sulle parti laterali del portellone, mentre proprio alla base del portellone compariva la dicitura "Salon 82".
Altro segno di distinzione era la presenza di serie del tetto apribile e gli interni in tweed grigio.

### Alfasud Sprint Speciale (1983)
Fu una serie limitata del 1983 destinata al mercato britannico prodotta in circa 250 unità.
Furono impiegati i paraurti in plastica con verniciature per le parti basse anteriori e posteriori di nero opaco.
Due strisce di colore grigio scuro correvano lungo le fiancate, la presenza di una minigonna, e uno spoiler applicato alla base del lunotto. Anche la mascherina venne lievemente modificata, spariscono i due baffi cromati e vengono sostituiti da un unico spesso baffo. I cerchi in lega da 13", contraddistinti dalla fascia perimetrale lucidata, e l'interno in tweed grigio con finiture in texalfa.
Un tocco pregiato era l'impianto stereo di serie Pioneer KP5400 assieme ai vetri azzurrati e al tetto apribile, mentre sulla plancia una targhetta riportava la numerazione dell'esemplare.
La Sprint Speciale era disponibile nelle colorazioni rosso Alfa, nero Romano, avorio Ionico, grigio Messina metallizzato e argento Ligure metallizzato.

### Versioni speciali per i mercati esteri

#### Sprint 1.3 Trofeo - Francia (1984)
Commercializzata da maggio del 1984, questa nuova versione della "Trofeo" era disponibile in soli 200 esemplari interamente dedicati al mercato francese. Prodotta sulla base della Sprint 1.3 questa serie differiva per la presenza di due filettature sulle fiancate, del tutto identiche a quelle dell'Alfasud Sprint Veloce 1.5 Trofeo, la presenza del tetto apribile trasparente della Britax, le filettature rosse del paraurti, la targhetta "Trofeo" sulla plancia e il volante e il pomello del cambio in pelle.

#### Sprint 1.5 Quadrifoglio Verde Balocco - Francia (1984)
Edizione speciale per il solo mercato francese assemblata sulla base della Sprint 1.5 Quadrifoglio Verde.
Esternamente presentava una scritta "Balocco", e dalle cerniere delle porte vi erano tre brevi strisce oblique verdi alle quali seguiva una linea sottile che terminava alla fine del vetro posteriore inglobando gli sfoghi d'aria e nella quale era rappresentato un quadrifoglio verde. Sul portellone posteriore era presente uno spoiler, mentre il tetto apribile era coperto da un telo nero gommato. La sola colorazione disponibile era bianco Capodimonte e la calandra era in tinta vettura.

#### Sprint 1.5 Quadrifoglio Verde Gran Prix - Germania (1984)
Fu commercializzata in alcuni stati d'Europa, tra cui la Germania, dove ne giunsero 100 unità. In aggiunta alla comune Sprint 1.5 Quadrifoglio Verde era dotata di minigonne, passaruota supplementari, specchietti retrovisori, paraurti, calandra, montante della porta e sfoghi dell'aria nel colore della carrozzeria. Un logo "Grand Prix" campeggiava nella zona posteriore ed era anche riportato nei tappetini interni. La "Grand Prix" era disponibile nei colori rosso Alfa, nero, bianco Capodimonte e, a richiesta, grigio Nisida metallizzato.

#### Sprint 1.5 Quadrifoglio Verde Gran Prix - Francia (1986)
Venne commercializzata in Francia, denominata anch'essa "Grand Prix" come la sorella venduta in Germania nel 1984.
Le due "Grand Prix", tedesca e francese, in realtà hanno poco e niente in comune, esteticamente parlando. Venduta di serie color rosso Alfa era possibile ordinarla come optional grigio Nisida metallizzato. Le caratteristiche sono fasce paracolpi e paraurti completamente in tinta vettura, fari di posizione, anabbaglianti, abbaglianti e fendinebbia gialli.
A caratterizzarla c'era una linea nera dalla base del parabrezza sino al montante del portellone posteriore con la scritta "Grand Prix" seguita da tre barre blu, rosso e bianco. Gli interni in tessuto operato bianco e nero con rinforzi e in alfatex.

#### Sprint 1.5 Quadrifoglio Verde Salon de Genève '86 - Svizzera (1986)
Fu un'edizione speciale commercializzata in Svizzera. Del solo colore grigio Nisida metallizzato, le fiancate della vettura presentano una grossa linea grigio scuro, tipo "Trofeo", mentre i paraurti sono in tinta vettura e hanno una filettatura nera così come le fasce laterali paracolpi. Gli interni sono in velluto nero gessato, con rinforzi e finiture in alfatex. Di serie il tetto apribile e il volante in legno.

## Attività sportiva
L'Alfa Romeo nel 1981 decise di sostituire l'Alfasud con la Sprint, come modello per il trofeo monomarca che era stato creato dall'Alfa Romeo nel 1976, dove le Sprint prodotte a Pomigliano d'Arco attraverso il kit fornito in precedenza dall'Autodelta ai piloti privati e ad alcune scuderie che utilizzavano l'Alfasud, venne rielaborato per la nuova sprint, con la meccanica del motore boxer che era rinnovata nel nuovo modello della Casa del Biscione.
L'Alfasud Sprint ha poi vinto dal 1976 al 1979 il campionato europeo turismo divisione 1 e divisione 2 riservati alle utilitarie ed alle vetture di serie, ed ha poi partecipato a diversi campionati automobilistici della categorie automobilistiche di velocità in salita, rally e slalom.

## Dati tecnici
| Caratteristiche tecniche - Alfa Romeo Alfasud Sprint                | Caratteristiche tecniche - Alfa Romeo Alfasud Sprint | Caratteristiche tecniche - Alfa Romeo Alfasud Sprint | Caratteristiche tecniche - Alfa Romeo Alfasud Sprint | Caratteristiche tecniche - Alfa Romeo Alfasud Sprint | Caratteristiche tecniche - Alfa Romeo Alfasud Sprint |
| ------------------------------------------------------------------- | --- | --- | --- | --- | --- |
|                                                                     | | | | | |
| Configurazione                                                      | | | | | |
| Carrozzeria: Coupé                                                  | Carrozzeria: Coupé | Posizione motore: anteriore | Posizione motore: anteriore | Trazione: anteriore | Trazione: anteriore |
| Dimensioni e pesi                                                   | | | | | |
| Interasse:                                                          | Interasse: | Carreggiate: anteriore 1397 - posteriore 1364 mm | Carreggiate: anteriore 1397 - posteriore 1364 mm | Altezza minima da terra: | Altezza minima da terra: |
| Posti totali: 4                                                     | Posti totali: 4 | Bagagliaio: | Bagagliaio: | Serbatoio: | Serbatoio: |
| Meccanica                                                           | | | | | |
| Tipo motore: longitudinale 4 cilindri boxer                         | Tipo motore: longitudinale 4 cilindri boxer | Tipo motore: longitudinale 4 cilindri boxer | Cilindrata: 1.351 cm³ | Cilindrata: 1.351 cm³ | Cilindrata: 1.351 cm³ |
| Distribuzione: A 2V, doppio albero a camme in testa e doppia catena | Distribuzione: A 2V, doppio albero a camme in testa e doppia catena | Distribuzione: A 2V, doppio albero a camme in testa e doppia catena | Alimentazione: | Alimentazione: | Alimentazione: |
| Prestazioni motore                                                  | Potenza: 79 CV DIN a 6000 giri/min / Coppia: 11,3 kgm DIN a 3500 giri/min | Potenza: 79 CV DIN a 6000 giri/min / Coppia: 11,3 kgm DIN a 3500 giri/min | Potenza: 79 CV DIN a 6000 giri/min / Coppia: 11,3 kgm DIN a 3500 giri/min | Potenza: 79 CV DIN a 6000 giri/min / Coppia: 11,3 kgm DIN a 3500 giri/min | Potenza: 79 CV DIN a 6000 giri/min / Coppia: 11,3 kgm DIN a 3500 giri/min |
| Accensione: a spinterogeno, alternatore 50 A                        | Accensione: a spinterogeno, alternatore 50 A | Accensione: a spinterogeno, alternatore 50 A | Impianto elettrico: | Impianto elettrico: | Impianto elettrico: |
| Frizione: monodisco a secco                                         | Frizione: monodisco a secco | Frizione: monodisco a secco | Cambio: a 5 marce sincronizzate | Cambio: a 5 marce sincronizzate | Cambio: a 5 marce sincronizzate |
| Telaio                                                              | | | | | |
| Sospensioni                                                         | anteriori: a ruote indipendenti, schema McPherson, barra stabilizzatrice / posteriori: ad assale rigido, due tiranti long. per lato, barra Panhard, molle elicoidali                   | anteriori: a ruote indipendenti, schema McPherson, barra stabilizzatrice / posteriori: ad assale rigido, due tiranti long. per lato, barra Panhard, molle elicoidali                   | anteriori: a ruote indipendenti, schema McPherson, barra stabilizzatrice / posteriori: ad assale rigido, due tiranti long. per lato, barra Panhard, molle elicoidali                   | anteriori: a ruote indipendenti, schema McPherson, barra stabilizzatrice / posteriori: ad assale rigido, due tiranti long. per lato, barra Panhard, molle elicoidali                   | anteriori: a ruote indipendenti, schema McPherson, barra stabilizzatrice / posteriori: ad assale rigido, due tiranti long. per lato, barra Panhard, molle elicoidali                   |
| Freni                                                               | anteriori: idraulici a disco, doppio circuito con servocomando e correttore al retrotreno / posteriori: idraulici a disco, doppio circuito con servocomando e correttore al retrotreno | anteriori: idraulici a disco, doppio circuito con servocomando e correttore al retrotreno / posteriori: idraulici a disco, doppio circuito con servocomando e correttore al retrotreno | anteriori: idraulici a disco, doppio circuito con servocomando e correttore al retrotreno / posteriori: idraulici a disco, doppio circuito con servocomando e correttore al retrotreno | anteriori: idraulici a disco, doppio circuito con servocomando e correttore al retrotreno / posteriori: idraulici a disco, doppio circuito con servocomando e correttore al retrotreno | anteriori: idraulici a disco, doppio circuito con servocomando e correttore al retrotreno / posteriori: idraulici a disco, doppio circuito con servocomando e correttore al retrotreno |
| Pneumatici                                                          | 165/70 SR13 | 165/70 SR13 | 165/70 SR13 | 165/70 SR13 | 165/70 SR13 |
| Prestazioni dichiarate                                              | | | | | |
| Velocità: 168 km/h                                                  | Velocità: 168 km/h | Velocità: 168 km/h | Accelerazione: | Accelerazione: | Accelerazione: |
| Fonte dei dati: http://ruoteclassiche.quattroruote.it/              | | | | | |

| Caratteristiche tecniche - Alfa Romeo Sprint 1.3/1.7 Quadrifoglio Verde (in grassetto le caratteristiche della versione 1.7) | Caratteristiche tecniche - Alfa Romeo Sprint 1.3/1.7 Quadrifoglio Verde (in grassetto le caratteristiche della versione 1.7) | Caratteristiche tecniche - Alfa Romeo Sprint 1.3/1.7 Quadrifoglio Verde (in grassetto le caratteristiche della versione 1.7) | Caratteristiche tecniche - Alfa Romeo Sprint 1.3/1.7 Quadrifoglio Verde (in grassetto le caratteristiche della versione 1.7) | Caratteristiche tecniche - Alfa Romeo Sprint 1.3/1.7 Quadrifoglio Verde (in grassetto le caratteristiche della versione 1.7) | Caratteristiche tecniche - Alfa Romeo Sprint 1.3/1.7 Quadrifoglio Verde (in grassetto le caratteristiche della versione 1.7) |
| --- | --- | --- | --- | --- | --- |
| | | | | | |
| Configurazione | | | | | |
| Carrozzeria: Coupé | Carrozzeria: Coupé | Posizione motore: anteriore                                                                                                  | Posizione motore: anteriore                                                                                                  | Trazione: anteriore | Trazione: anteriore |
| Dimensioni e pesi | | | | | |
| Posti totali: 4 | Posti totali: 4 | Bagagliaio: 325 dmc | Bagagliaio: 325 dmc | Serbatoio: (capacità/riserva) 50/6,5                                                                                         | Serbatoio: (capacità/riserva) 50/6,5                                                                                         |
| Masse | / rimorchiabile: 1000 kg | / rimorchiabile: 1000 kg | / rimorchiabile: 1000 kg | / rimorchiabile: 1000 kg | / rimorchiabile: 1000 kg |
| Meccanica | | | | | |
| Distribuzione: | Distribuzione: | Distribuzione: | Alimentazione: 4 carburatori accoppiati                                                                                      | Alimentazione: 4 carburatori accoppiati                                                                                      | Alimentazione: 4 carburatori accoppiati                                                                                      |
| Accensione: elettronica breakless                                                                                            | Accensione: elettronica breakless                                                                                            | Accensione: elettronica breakless                                                                                            | Impianto elettrico: | Impianto elettrico: | Impianto elettrico: |
| Frizione: monodisco a secco                                                                                                  | Frizione: monodisco a secco                                                                                                  | Frizione: monodisco a secco                                                                                                  | Cambio: a 5 marce sincronizzate                                                                                              | Cambio: a 5 marce sincronizzate                                                                                              | Cambio: a 5 marce sincronizzate                                                                                              |
| Pneumatici | 165/70 (5 1/2 Jx13) 185/60 (6 Jx14)                                                                                          | 165/70 (5 1/2 Jx13) 185/60 (6 Jx14)                                                                                          | 165/70 (5 1/2 Jx13) 185/60 (6 Jx14)                                                                                          | 165/70 (5 1/2 Jx13) 185/60 (6 Jx14)                                                                                          | 165/70 (5 1/2 Jx13) 185/60 (6 Jx14)                                                                                          |
| Fonte dei dati: dépliant di vendita, ediz. italiana (I 8712 321)                                                             | | | | | |